# Manzonia crassa
Manzonia crassa là một loài ốc biển nhỏ, là động vật thân mềm chân bụng sống ở biển trong họ Rissoidae.

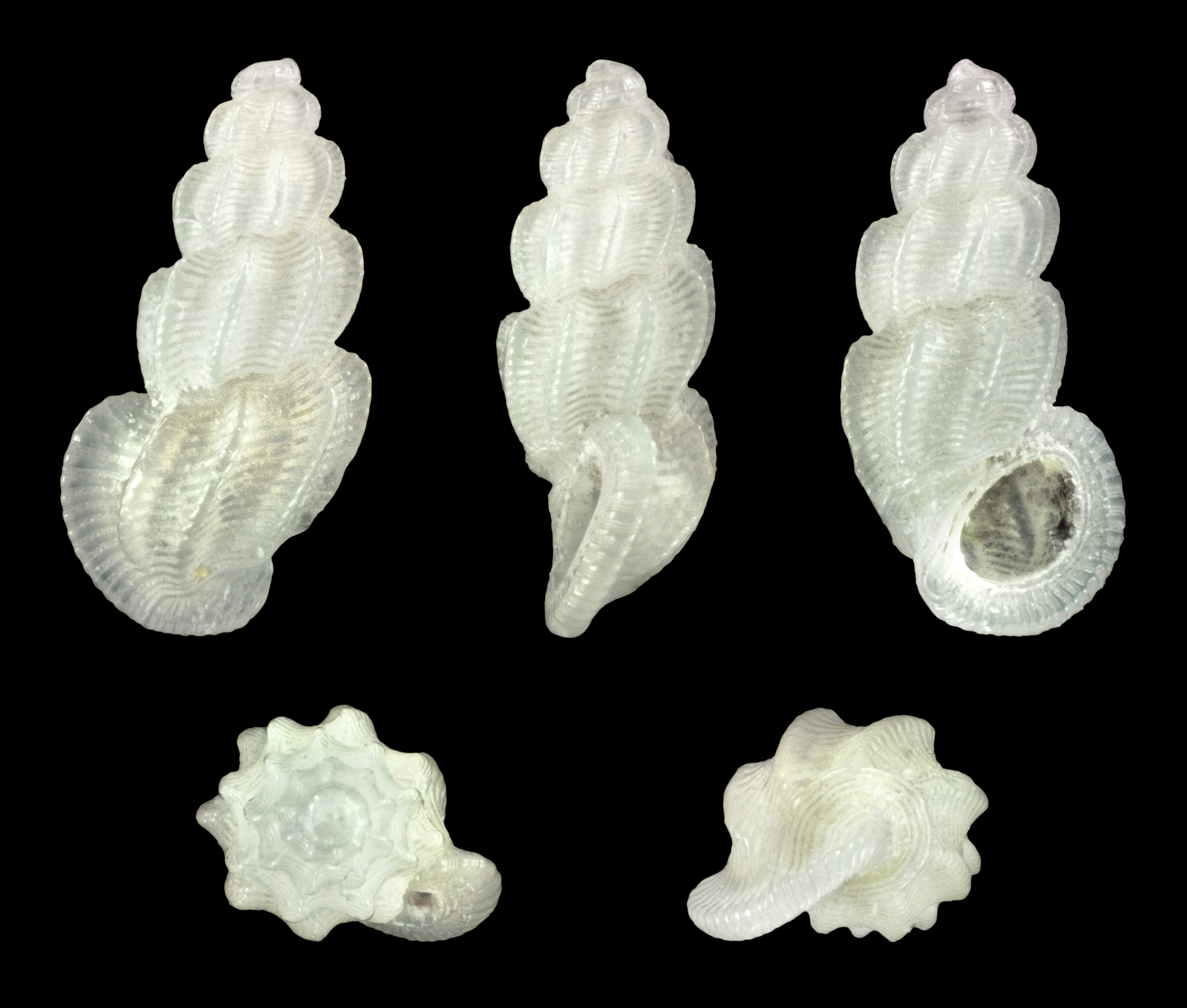
Manzonia crassa f. exigua

## Hình ảnh

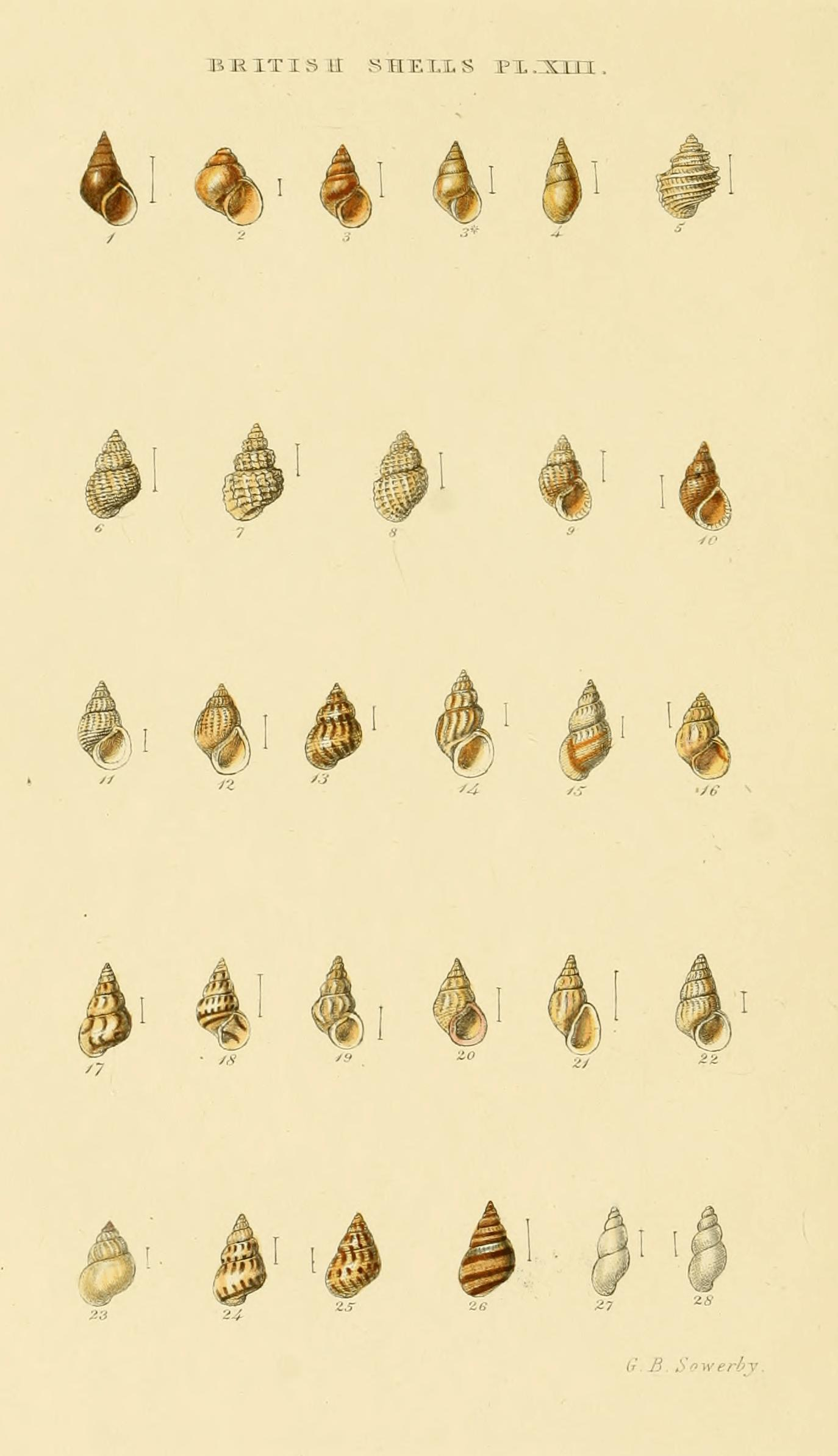